# Sultans of Swing
Sultans of Swing är det brittiska rockbandet Dire Straits första hit, utgiven på deras debutalbum Dire Straits år 1978, för att tidigt därefter slå igenom som singelhit. Låten har även blivit bandets och senare frontmannen Mark Knopflers signatur under konserter ända fram till dags datum, och har under åren ändrat arrangemang väsentligt och sträckte sig under 90-talet så långt som upp till 15 minuter.
Albumversionen hamnade på plats #32 Rolling Stone Magazines lista över bästa gitarrlåtar, samt på plats #22 över bästa gitarrsolon.
Låten finns med på Guitar Hero 5.

## Historia
När bandet senare delen av 1977 skickade in sin första demo till Charlie Gillet, en känd radiopratare på BBC Radio London, var det Sultans of Swing som stack ut hos både honom och lyssnarna. Tack vare det fick bandet ett skivkontrakt med Phonogram. Dock nådde singeln inte listorna och debutalbumet som släpptes månaden efter ramlade ur efter bara en vecka. En anledning till den första tidens svårigheter för låten var till stor del att BBC Radio inte ville spela låten på grund av dess komplexitet och textmässigt många ord.
Det som behövdes för låten och bandet var att Warner Bros fick upp ögonen för dem, och när albumet släpptes den 20 oktober i USA började saker gå vägen för bandet. Den 7 april året efter beslutade Phonogram att återsläppa "Sultans of Swing" som singel, och låten hamnade som #8 i England samt #4 i USA. Hjälpt av succén från singeln nådde albumet Dire Straits #5 i England och stannade på listan i 132 veckor.

## "Svänger ett gäng"
Lalla Hansson spelade in låten 1979 med svensk text skriven av honom. Låten hette då "Svänger ett gäng" och utgavs som singel 1979 på EMI (7C 006-35663) med "Enstaka spår" som B-sida. "Svänger ett gäng" finns inte med på något av Hanssons studioalbum utan släpptes året efter hans fjärde studioalbum Enstaka spår!. B-sidan är dock hämtad från detta album. En text på singelns konvolut fastslår att "Svänger ett gäng" är hämtad från "Lallas kommande LP", vilket alltså inte skulle bli fallet.
"Svänger ett gäng" spelades in i EMI:s studio i Stockholm med Björn Boström som ljudtekniker. Hansson producerade och sjöng. Övriga musiker var Ingemar Dunker på trummor, Rolf Färdigh på elgitarr, Per-Erik Hallin på piano och orgel, Hans Johnsson på bas, Lasse Lindbom på akustisk gitarr samt Mats Ronander på elgitarr och sologitarr.
Låten har senare inkluderats på Hanssons samtliga samlingsalbum. År 1979 spelades den in av Wickström på dennes album Vänner för livet och andra.

### Låtlista
Sida A
1. "Svänger ett gäng" ("Sultans of Swing", Mark Knopfler, svensk text: Lalla Hansson) – 5:35

Sida B
1. "Enstaka spår" (Hansson, Björn Håkanson) – 4:01

### Medverkande
"Svänger ett gäng"
- Ingemar Dunker – trummor
- Rolf Färdigh – elgitarr
- Per-Erik Hallin – piano, orgel
- Lalla Hansson – sång
- Hans Johnsson – bas
- Lasse Lindbom – akustisk gitarr
- Mats Ronander – elgitarr, sologitarr

"Enstaka spår"
- Ulf Andersson – tenorsaxofon
- Hasse Breitholtz – piano
- Ola Brunkert – trummor
- Lalla Hansson – akustisk gitarr, sång
- Hans Johnsson – bas
- Mats Ronander – elgitarr
- Kjell Öhman – elpiano